# Хабаровское командно-техническое училище
Хабаровское командно-техническое училище (ХКТУ) — среднее военно-учебное заведение Министерства Обороны СССР для подготовки младших офицерских кадров и техников для РВСН. Находилось в г. Хабаровск (до 1942 в г. Ворошилов Приморского края). Располагалось по адресу: 680041, г. Хабаровск, переулок Кедровый, 6.

## Артиллерийское училище
В июле 1941 года приказом командующего войсками Дальневосточного фронта генерала армии Апанасенко Иосифа Родионовича были сформированы Артиллерийские курсы командного состава Дальневосточного фронта.
4 ноября 1941 г. на базе этих курсов, школы артиллерийско-инструментальной разведки и фронтового артиллерийского полка было сформировано Дальневосточное артиллерийское училище. После сформирования, с 4 ноября 1941 г. училище дислоцировалось в г. Ворошилов (с 1957 г. — Уссурийск) на базе Барановского артиллерийского полигона, а с 15 июля 1942 г. было передислоцировано в г. Хабаровск.
На территории Дальнего Востока училище было единственным военно-учебным заведением, которое готовило офицеров-артиллеристов. С началом Великой Отечественной войны в училище был введён сокращенный срок обучения курсантов, но с учётом артиллерийской специфики период учёбы всё же составлял 8 месяцев.
В училище также существовали курсы по подготовке и переподготовке офицерского состава. При училище была организована школа младшего командного состава.
В связи с большими потерями офицерского состава на фронтах, с 1 ноября 1942 г. были открыты курсы по переподготовке командного состава артиллерии фронта со сроком обучения 3 месяца, однако ввиду тяжёлой обстановки на фронтах командные кадры готовились часто и в более сокращенные сроки, менее 3 месяцев. Только в середине 1943 г. срок подготовки слушателей и курсантов училища был увеличен.
В сентябре 1947 г. училище переименовано в Хабаровское артиллерийское училище.

## В составе РВСН
В конце 1950-х начале 1960-х годов началось формирование и развитие Ракетных Войск стратегического назначения (РВСН). Требовалось в возможно короткие сроки подготовить грамотных технических специалистов-офицеров для эксплуатации сложной ракетной техники, в то время ещё не освоенной. С этой целью 28 июня 1961 г. Хабаровское артиллерийское училище было передано из Сухопутных войск в РВСН и переименовано в Хабаровское командно-техническое училище.
В 1961—1963 гг. в училище велась подготовка офицеров с годичным и 3-годичным сроками обучения, а также курсы подготовки техников-старшин по техническим специальностям РВСН. С 1964 г. училище перешло на подготовку офицеров для межконтинентальных ракет, а в 1969 г. начало готовить командиров-техников по эксплуатации боевого оснащения (головных частей) ракет и командиров взводов электризуемых заграждений. Училище располагало собственной учебно-материальной базой, загородной учебно-инженерной площадкой и в летний период выезжало в Белогорский лагерь (г. Белогорск Амурской области).
В 1962 г. проведен первый выпуск офицеров-специалистов РВСН, а всего к 1971 г. в училище было подготовлено более 4 тысяч специалистов-ракетчиков, из которых около 300 окончили училище с отличием. Училище было расформировано 19 июля 1971 г.
После расформирования училища в 1971 г. курсанты, проходившие обучение в училище, и дивизион учебно-боевого обеспечения (ДУБО) с техникой были переведены в Серпуховское высшее военное командное училище для продолжения обучения по специальности. Были сформированы 40, 41, 42 курсы. В 1972 г. был набран ещё один курс с 3-годичным сроком обучения — 43-й, курсанты которого стали офицерами в 1975 г. На этом подготовка офицеров с 3-годичным сроком обучения была прекращена, а с 1976 г. начали выпускаться офицеры, специалисты по ядерному вооружению РВСН, с высшим образованием и 5-летним сроком обучения.
Выпускники Хабаровского командно-технического училища долгие годы достойно несли службу в частях ядерно-технического обеспечения не только РВСН, но и других видов Вооружённых сил, а также 12 Главного управления Министерства обороны.

## Командиры училища
- август 1953 — июнь 1957 — генерал-лейтенант Гнидин В. С.
- июнь 1961 — декабрь 1963 — генерал-майор А. А. Ромашкин
- декабрь 1963 — декабрь 1968 — генерал-майор А. И. Козин
- декабрь 1968 — октябрь 1971 — полковник Г. М. Тараканов